# Dent déciduale
 (janvier 2013).

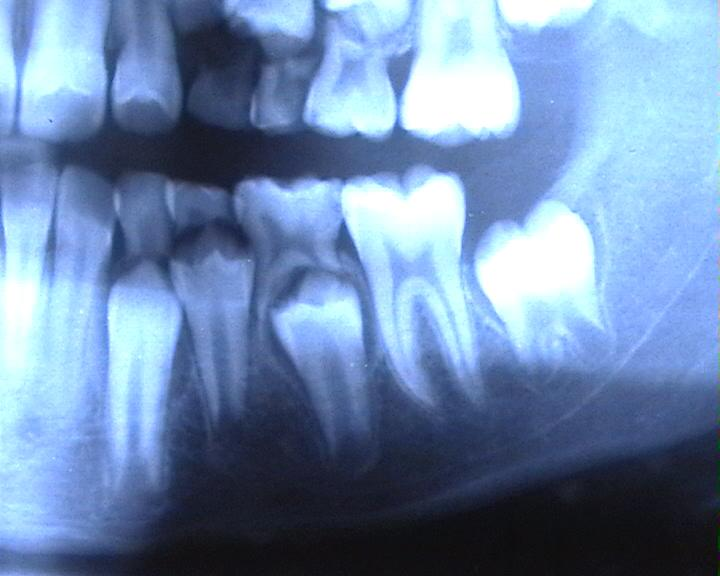
Molaire de lait en place, avec la prémolaire visible dessous.

Les dents temporaires sont la première des deux séries de dents qu'ont consécutivement les animaux diphyodontes, comprenant la plupart des mammifères. Chez certaines espèces, toutes ou une partie des dents temporaires sont perdues durant la vie intra-utérine, c'est notamment le cas du phoque, de l'otarie ou de la plupart des rongeurs pour lesquels la perte a lieu peu avant ou après la naissance, chez les cétacés odontocètes, la seconde série est atrophiée et ne pousse jamais. Chez l'Homme, ces dents sont appelées dent déciduale (du latin : deciduus signifiant « qui tombe »), dent de lait ou dent lactéale. Elles surviennent chez l'enfant entre six et huit mois et tombent entre six et douze ans pour laisser la place aux dents permanentes.
L'origine de l'appellation « de lait » est assez méconnue. Plusieurs hypothèses ont été avancées : soit parce que présentes lors de l'allaitement de l'enfant, soit parce que plus blanches que les dents définitives, soit parce qu'elles commencent à tomber lorsque l'enfant est sevré.

## Chez l'Homme

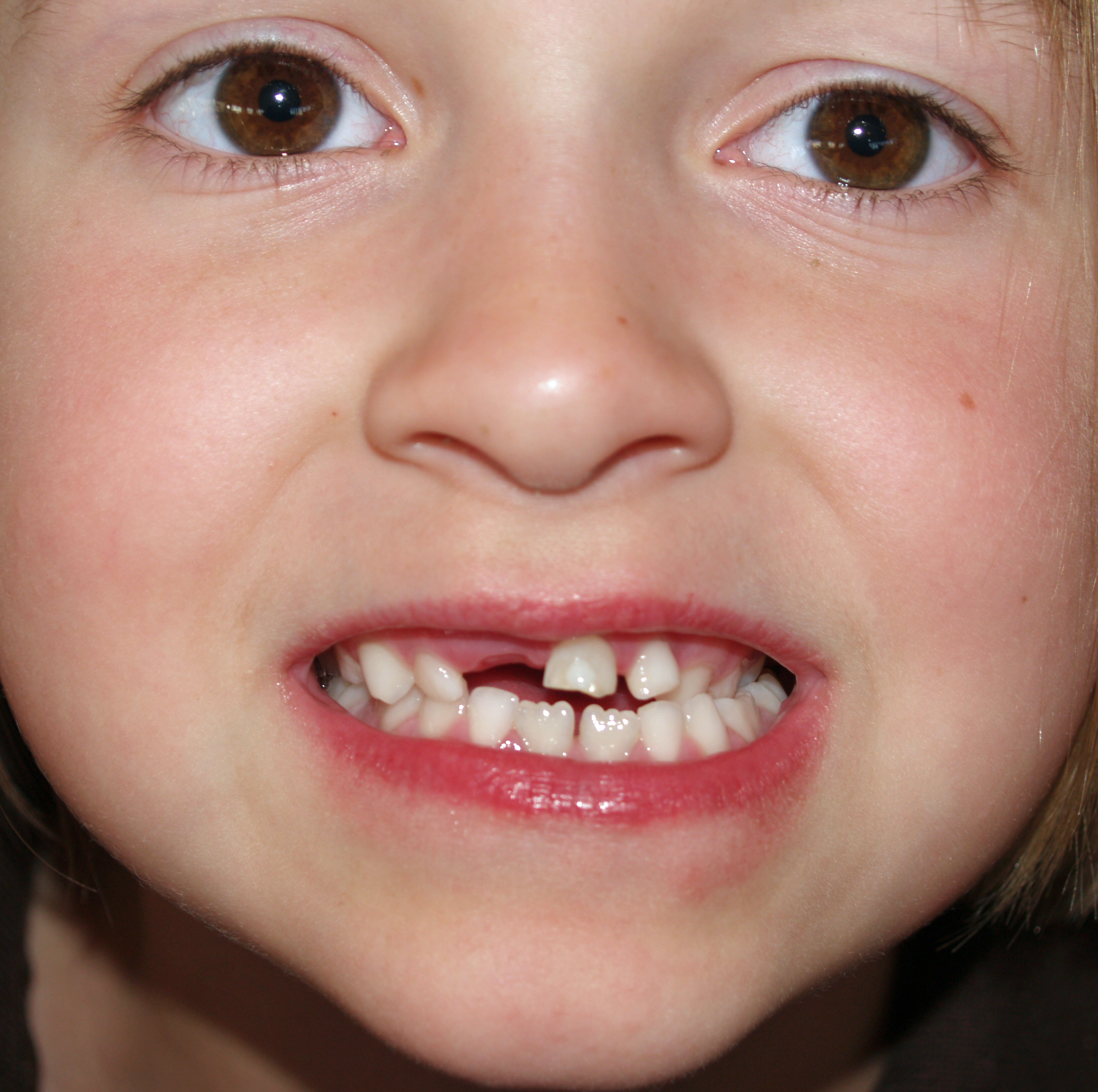
Un enfant de 6 ans montre la perte de sa première incisive centrale supérieure. Il possède déjà ses deux incisives centrales inférieures définitives.Remarque : cette situation dentaire est pathologique (béance, articulé inversé).

L'humain possède 20 dents de lait : 8 incisives, 4 canines et 8 molaires.
Le début de la calcification (début de la formation) se fait au 5e ou 6e mois de grossesse pour toutes les dents de lait. La première dent apparaît en bouche vers le sixième mois après la naissance ; mais elle peut être présente dès la naissance. Parfois une telle dent présente à la naissance est en fait une dent supplémentaire, qui va tomber rapidement. La première perte de dent de lait survient vers six ans.
- Incisives centrales : éruption à 6-10 mois / chute à 6-8 ans
- Incisives latérales : éruption à 8-12 mois / chute à 7-9 ans
- Canines : éruption à 18-24 mois / chute à 9-12 ans
- Première molaire : éruption à 12-18 mois / chute à 9-11 ans
- Deuxième molaire : éruption à 24-30 mois / chute à 10-12 ans

## Spécificités
Les dents temporaires présentent des différences par rapport aux dents permanentes.

### Anatomie
- Couronne : teinte plus claire ; cuspides plus pointues, dents plus globuleuses, rétrécissement cervical (collet) moins marqué.
- Racines : plus fines et plus divergentes, laissant place au germe sous-jacent de la dent permanente.
- Émail : plus mince, moins minéralisé, moins translucide.
- Dentine : tubuli plus gros et plus nombreux. Ceci favorise une progression rapide des caries.
- Pulpe : chambre pulpaire très volumineuse ; communication pulpo-parodontale facile permettent une atteinte de furcation rapide ; la communication infectieuse est favorisée

### Physiologie

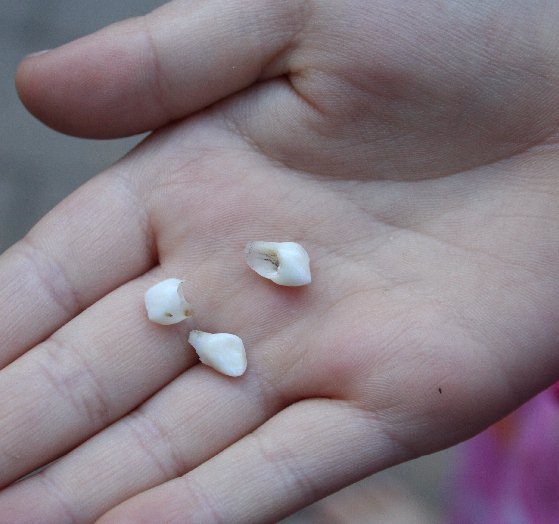
La chute des dents temporaires est favorisée par le phénomène de rhizalyse qui est la destruction progressives des racines aboutissant à la chute de la dent.

Il existe plusieurs stades. Le premier désigne la formation, soit l'immaturité des dents. Les dents de lait ont un gros potentiel réparateur. La dentinogenèse (synthèse de dentine) se fait très facilement pendant une durée d'un an. Vient ensuite le stade de maturité, période stable entre la fin de l'édification des racines et le début de la résorption d'une durée de trois ans et neuf mois. Pour finir, le stade de résorption (rhizalyse). La rhizalyse signifie la destruction des racines. La pulpe perd son potentiel réparateur ; le nombre de cellules diminue ; elle se fibrose. Il y a une augmentation du risque infectieux. Les nerfs sensitifs disparaissent. Les racines sont grignotées au fur et à mesure de l'évolution de la dent sous-jacente. Modifications lors de la rhizalyse : migration de l'attache épithéliale ; cément attaqué par odontoclastes ; élargissement de l'apex ; envahissement progressif de la pulpe par des cellules inflammatoires et des odontomères (les odontoblastes deviennent rares) ; fibrose du parenchyme ; désorganisation vasculaire ; élimination des fibres sensitives et végétatives. Les capacités de défense et de réaction diminuent.
La chute de ces dents est favorisée par le phénomène de rhizalyse. En cas d'agénésie de la dent permanente, la rhizalyse ne se fait pas. Une dent temporaire peut ainsi rester de nombreuses années en place.

## Pathologies
Plusieurs pathologies sont liées aux dents de lait. Les caries peuvent évoluer très rapidement. Les pulpites sont moins nombreuses et moins longues. Elles peuvent survenir sans douleur, beaucoup plus souvent que chez l'adulte. En revanche les abcès d'origine dentaire surviennent plus facilement chez l'enfant que chez l'adulte. Chez les enfants, la douleur est souvent causée plus par la gencive que par la carie. Le syndrome du septum est une douleur vive, survenant au cours du repas, due à un bourrage alimentaire. La carie proximale (entre deux dents) est responsable indirectement de cette douleur.
Le syndrome du biberon désigne des caries multiples survenant chez le jeune enfant (dès 2 ans), en particulier sur les faces vestibulaires des dents antérieures. Ces caries sont favorisées par: la présence permanente ou au coucher d'un biberon contenant un liquide sucré (le lait de vache non sucré est également concerné, la présence de lactose suffit) ; une hygiène bucco-dentaire limitée. L'allaitement maternel est le meilleur moyen pour prévenir la carie et pour favoriser le développement des maxillaires. Lorsque l'enfant est allaité de nuit, il convient cependant de nettoyer les dents après les tétées nocturnes, car l'on salive peu la nuit et que du lait maternel peut lorsque l'enfant s'endort au sein causer également des « caries du biberon ».

## Soins
Le nettoyage des dents est utile pour éviter toute infection. Une petite brosse à dents peut être utilisée, avec une quantité de dentifrice adaptée, et un dosage en fluor adapté. Il est également important de bien faire suivre son enfant par un dentiste dès l'apparition des premières dents. Si de nombreux soins sont nécessaires, il peut être préférable de s'adresser à un pédodontiste (dentiste spécialisé dans la pédodontie : les soins aux enfants).
Les traitements d'odontologie conservatrice sont identiques à ceux de la dent permanente. Les matériaux d'obturation peuvent différer.
- Amalgame : faciles à manipuler chez les enfants, qui ont du mal à garder la bouche ouverte.
- Composites : utilisation difficile chez les enfants en raison de la durée d'intervention nécessaire.
- Ciment verre ionomère : souvent utilisé sur les dents temporaires. La résistance et la durabilité sont trop faibles pour des dents permanentes, mais suffisante pour les dents temporaires. Et la manipulation est plus tolérante que pour les composites.

En revanche, les traitements endodontiques diffèrent. En effet, on ne va pas faire une obturation canalaire dans les racines ; cela risquerait de bloquer la rhizalyse. On ne fait donc pas une pulpectomie (élimination totale de la pulpe), mais une pulpotomie (élimination de la pulpe camérale), en laissant la pulpe radiculaire. 
 En cas de nécrose, la pulpectomie devient nécessaire. Dans ce cas, on obture les canaux seulement avec du ciment canalaire (qui peut être résorbé), sans gutta-percha.
Concernant la prothèse, si une dent est très abîmée on peut poser une sorte de couronne préformée, appelée coiffe pédodontique. On peut également faire de petits appareils amovibles en résine si plusieurs dents ont été extraites tôt avant leur date normale de chute. Le but est double : esthétique s'il s'agit de dents antérieures ; mainteneur d'espace s'il s'agit de dents postérieures. En effet, quand on enlève une dent, les dents adjacentes risquent de migrer en direction de l'espace laissé vacant. Les dents définitives risquent alors de ne plus avoir la place de faire leur éruption.